# Доменешть
Доменешть, Доменешті (рум. Domănești) — село у повіті Сату-Маре в Румунії. Входить до складу комуни Мофтін.
Село розташоване на відстані 453 км на північний захід від Бухареста, 23 км на захід від Сату-Маре, 128 км на північний захід від Клуж-Напоки.

## Населення
За даними перепису населення 2002 року у селі проживали 1093 особи.
Національний склад населення села:
| Національність | Кількість осіб | Відсоток |
| -------------- | -------------- | -------- |
| румуни         | 644            | 58,9%    |
| угорці         | 401            | 36,7%    |
| цигани         | 37             | 3,4%     |
| німці          | 6              | 0,5%     |
| українці       | 5              | 0,5%     |

Рідною мовою назвали:
| Мова       | Кількість осіб | Відсоток |
| ---------- | -------------- | -------- |
| угорська   | 605            | 55,4%    |
| румунська  | 481            | 44,0%    |
| українська | 5              | 0,5%     |